# 2-ethylhexanoát chromitý
2-ethylhexanoát chromitý je komplex chromu a kyseliny 2-ethylhexanové, se vzorcem C24H45CrO6. Ve spojení s 2,5-dimethylpyrrolem slouží jako katalyzátor selektivni trimerizace ethenu, používá se při průmyslové výrobě lineárních alfa-alkenů, jako jsou hex-1-en a okt-1-en.